# Second officier d'état-major
Le second officier d'état-major ou Ib est responsable de l'approvisionnement des états-majors supérieurs de l'armée prussienne et de la Wehrmacht. Le département du quartier-maître est subordonné au second officier d'état-major à cette fin.

## Tâches et poste
Il est responsable de tout le ravitaillement de l'unité, tant pour le ravitaillement du front en munitions, vivres, fourrages, vêtements, etc., que pour la déportation vers l'arrière (blessés, prisonniers, biens restants, etc. ). Il doit être constamment informé de la situation et des intentions de la direction de l'association afin de pouvoir faire des propositions prospectives pour le ravitaillement des troupes et l'utilisation des services arrières. Ses tâches comprennent également l'utilisation et le déplacement du câble, la construction de routes, le contrôle du trafic et la protection contre les raids aériens dans la zone arrière, la tenue d'une carte de l'état actuel de l'approvisionnement, etc. Il est assisté d'ouvriers dits qualifiés qui reçoivent leurs instructions du second officier. Une condition préalable à l'emploi comme officier d'état-major général est la réussite de l'Académie de guerre.
Dans la Bundeswehr, le G4 correspond au second officier d'état-major.